# Llinos Medi
Llinos Medi, née vers 1981, est une personnalité politique britannique.

## Biographie
À l'âge de 16 ans, Llinos Medi suit une formation en soins sociaux et commence à travailler dans une maison de soins à l'âge de 18 ans.
En 2024, elle est élue députée.